# Fine Young Cannibals
Fine Young Cannibals bio je engleski pop sastav osnovan 1984. u Birminghamu. Najpoznatiji je po hitovima
She Drives Me Crazy i Good Thing s albuma The Raw and the Cooked iz 1989. Sastav se razilazi 1992., poslije dva objavjena albuma. Naziv sastava dolazi od filma All The Fine Young Cannibals snimljenog 1960-ih.

## Članovi sastava
- Roland Lee Gift (28. svibnja 1962. u Birminghamu) - vokal
- Andy Cox (25. siječnja 1956. u Birminghamu) - gitara
- David Steele (8. rujna 1960. u Cowesu, Isle of Wight) - bas, Sintesajzer,

## Diskografija
Albumi
- 1985. — Fine Young Cannibals
- 1989. — The Raw and the Cooked

Live
- 1988. — Live At The Ritz; Spin Radio Concert

Kompilacije
- 1990. — The Raw and the Remix
- 1996. — The Finest
- 2006. — The Platinum Collection
- 2009. — She Drives Me Crazy
- 2012. — The Collection

Singlovi (top 100 na UK Singles Chart)
- 1985. - Johnny Come Home (#8)
- 1985. - Blue (#41)
- 1986. - Suspicious Minds (#8)
- 1986. - Funny How Love Is (#58)
- 1986. - Ever Fallen in Love (With Someone You Shouldn't've) (#9)
- 1988. - Tired of Getting Pushed Around (#18)
- 1989. - She Drives Me Crazy (#5)
- 1989. - Good Thing (#7)
- 1989. - Don't Look Back (#34)
- 1989. - I'm Not the Man I Used to Be (#20)
- 1990 - I'm Not Satisfied (#46)
- 1996. - The Flame (#17)
- 1997. - She Drives Me Crazy 1997 (#36)

## Vanjske poveznice
- Fine Young Cannibals na allmusic.com
- Fine Young Cannibals diskografija